# Camilla Läckberg
Jean Edith Camilla Läckberg Eriksson (n. 30 august 1974 în Fjällbacka, Bohuslän) este o scriitoare de romane polițiste suedeză. Cărțile ei au fost traduse în 33 de limbi.

## Tehnica de scris
Camilla se consideră o mare amatoare de romane polițiste, ea citind cărțile tatălui ei încă de la o vârstă fragedă. Cărțile sale au primit numeroase laude pentru detalii și pentru caracterizarea profundă. La începutul fiecărui capitol este prezentată atitudinea criminalului fără a fi dezvăluită identitatea acestuia, el fiind ascuns printre personajele participante la acțiune, cititorul neputând să-și dea seama cine e. Se pune accentul pe psihologie și relațiile dintre oameni: "cât de oribili pot fi oamenii în ziua de azi!". Lackberg - descrisă câteodată ca Agatha Christie a Suediei - a devenit scriitoare după ce soțul și părinții ei au înscris-o într-un concurs organizat de Crăciun. „Mai întâi am în minte imagini, apoi poveștile încep să ia contur din acele imagini. Tot ce scriu vizualizez în minte, văd povestea, iar povestea se învârte în capul meu 24 de ore din 24.”. Scenele sunt descrise în câteva cuvinte, dându-i cititorului un simplu șablon de unde oferă mai multe detalii despre locuri: „Citesc despre producători de mobilă despre care nu am auzit, nume de designeri pe care nu le pot pronunța, și magazine care par destul de interesante pentru a fi cercetate. Nu mai trebuie să spun că motorul de căutare Google a lucrat ore suplimentare în timpul cercetării mele.”. Lackberg pornește de la o scenă misterioasă, de unde construiește restul poveștii, unde prezintă motivul crimei: gelozie, bani, răzbunare. „Să înțelegi de ce cineva face ceva așa de oribil ca o crimă este interesant”. Personajele sunt fără dar și poate punctul forte: sunt persoane complicate care sunt departe de a fi perfecți, faptele lor cele mai intime fiind interesante, uneori amuzante, cu o doză de realitate prezentă. La sfârșitul fiecărei cărți este prezentată o „nouă poveste”, ca în scrierile antice grecești, care prezintă faptele dintr-o altă perspectivă. Lackberg narează în unele cărți câte două povești de-a lungul uneia (de exemplu în Tăietorul de piatră investigația crimei se petrece în paralel cu povestea vieții lui Anders Andersson, un tăietor de piatră din 1923. În Copii ascunși asasinarea unei foste profesoare de istorie se juxtapune cu jurnalul de război al mamei Ericăi). De asemenea făptașul se cunoaște înainte ca povestea să ia sfârșit, evitându-se astfel un deznodământ clișeu, scriitoarea este destulă de abilă încât să țină trează atenția cititorului.

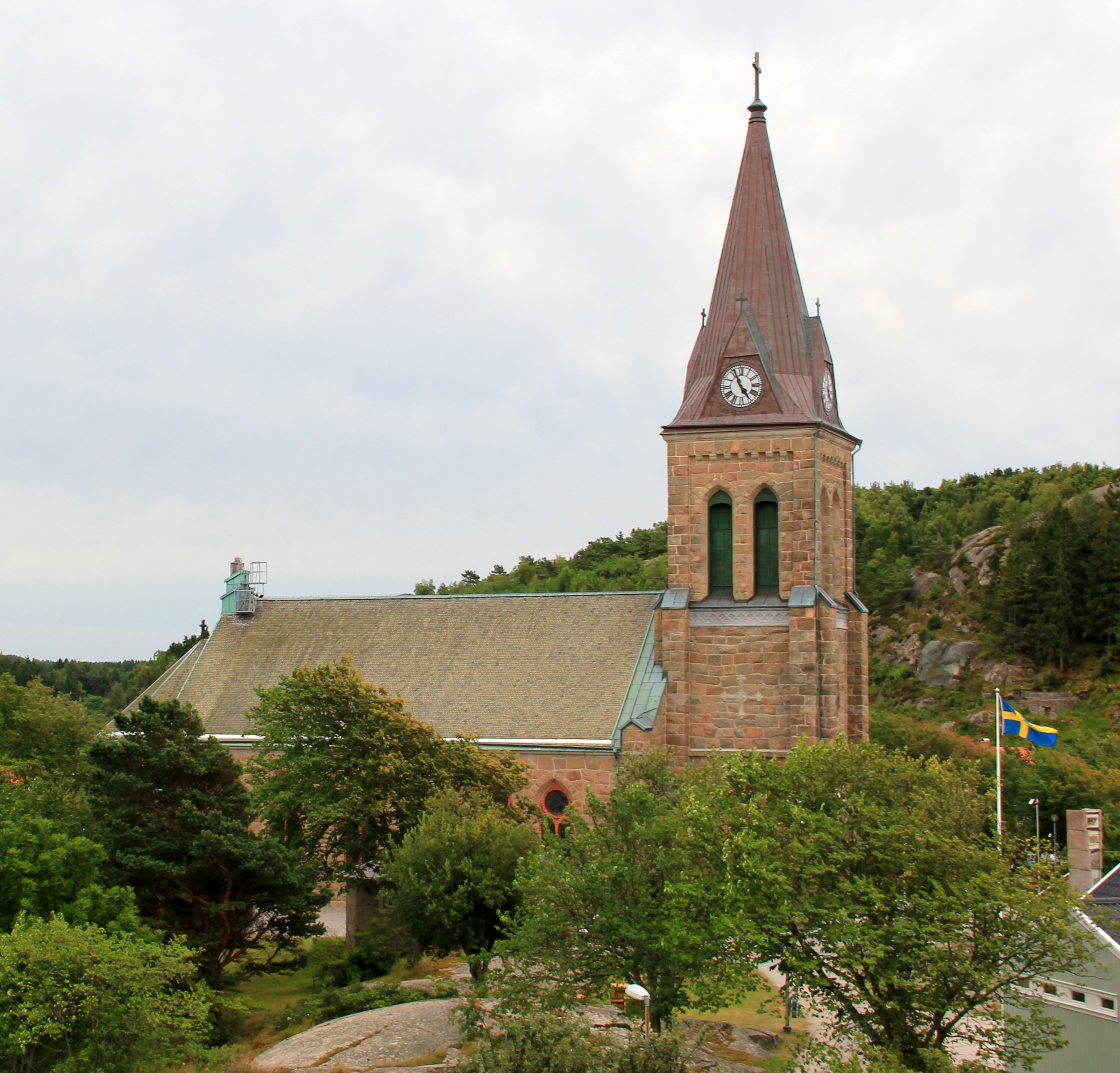
Fjällbacka, micul orășel de pe malul mării, locul unde a crescut Camilla Lackberg

## Viața personală și asociațiile antreprenoriale
Camilla Lackberg a început să scrie de la o vârstă fragedă, prima ei lucrare fiind Tomten („Spiridușul”). A terminat economia la Universitatea Göteborg, apoi s-a mutat la Stockholm (familia Läckberg deținând și proprietăți funciare în sudul capitalei Suediei) unde a lucrat ca economistă înainte să devină scriitoare. Ea descrie cea mai rea „calitate” a sa ca fiind: „excepțional de bună la tărăgănat lucrurile!” și că este un mare fan al cântecului disco clasic "I Will Survive". De asemenea se autocaracterizează ca fiind un „crying baby” care râde la comediile romantice și la enunțurile hilare ale copiilor. Calitățile ei antreprenoriale le-a folosit când a preluat o fabrică de bijuterii care se inspiră din simplele obiecte din jurul nostru. Ea s-a căsătorit pentru a doua oară, în 2010, cu Martin Melin, câștigătorul programului de reality show „Expediția Robinson”. Cei doi s-au cunoscut în 2005 la o petrecere în cinstea uneia dintre cărțile ei, apoi au început o relație de muncă. Martin a cerut-o în căsătorie în august 2009. Nunta a avut loc în sudul Stockholmului. Ea are trei copii: Willie și Megan din prima căsnicie, iar Charlie din cel de al doilea mariaj. Publicarea cărții Prințesa ghețurilor a fost acceptată să fie publicată în aceeași săptămână în care l-a născut pe Willie. Charlie este subiectul primei cărți publicate pentru copii de Läckberg: Super-Charlie. Din noiembrie 2011 ea este cea mai bine vândută autoare suedeză,  Änglamakerskan fiind publicată în septembrie spulberând toate recordurile, reușind să vândă peste 300.000 de mii de exemplare. Legea suedeză prevede că Micke Eriksson trebuie să primească 50% din profiturile scoase în timpul mariajului lor.

## Operă
| Anul publicației | Titlul în suedeză       | Titlul în română                | Note                                             |
| ---------------- | ----------------------- | ------------------------------- | ------------------------------------------------ |
| 2002             | Isprinsessan            | Prințesa ghețurilor             |                                                  |
| 2004             | Predikanten             | Predicatorul                    |                                                  |
| 2005             | Stenhuggaren            | Cioplitorul în piatră           |                                                  |
| 2006             | Olycksfågeln            | Piază rea                       | în unele publicații apare sub numele de Străinul |
| 2007             | Tyskungen               | Copilul german                  |                                                  |
| 2008             | Sjöjungfrun             | Sirena                          |                                                  |
| 2009             | Fyrvaktaren             | Paznicul farului                |                                                  |
|                  | Snöstorm och mandeldoft | Parfum de migdale               |                                                  |
|                  | Smaker från Fjällbacka  | Arome din Fjällbacka            |                                                  |
| 2011             | Änglamakerskan          | Făuritoarea de îngeri           |                                                  |
|                  | Fest, mat och kärlek    | Sărbătoare, mâncare și dragoste |                                                  |
|                  | Super Charlie           | Super Charlie                   |                                                  |
| 2014             | Lejontämjaren           | Îmblânzitorul de lei            |                                                  |
| 2017             | Häxan                   | Vrăjitoarea                     |                                                  |

## Adaptări cinematografice
În august 2011 a început filmarea unui serial TV numit Crimele din Fjällbacka bazat pe scrierile lui Lackberg, însă poveștile vor fi noi, cu actori precum Claudia Galli și Richard Ulfsäter jucându-i pe Erica, respectiv Patrik. „Cărțile mele sunt copiii mei și vreau să le dau mai departe cuiva care știu că va avea grijă de ele.”, spunea Camilla Lackberg.
Ea, împreună cu prietena ei scriitoare, Denise Rudberg, a lansat serialul de literatură Läckberg & Rudberg pe SVT.

## Premii
- Premiul publicului suedez (2006)
- Premiul SKTF pentru autorul anului (2005)